# سودهانشو پاندی
سودهانشو پاندی (انگلیسی: Sudhanshu Pandey؛ زادهٔ ۲۲ اوت ۱۹۷۴) یک هنرپیشه اهل هند است.
او در فیلم بازیکن ۴۲۰ بازی کرده است.

## فیلم‌شناسی
فهرست برخی از فیلم‌هایی که سودهانشو پاندی در آنها به ایفای نقش پرداخته است:
- بازیکن ۴۲۰
- سینگ شاه است
- ده داستان
- یقین
- ۲.۰
- مدهوشی
- به من بگو خدا
- خدای عشق ۲
- قدرت